# Lijst van rijksmonumenten in Akkrum
De plaats Akkrum telt 24 inschrijvingen in het rijksmonumentenregister, hieronder een overzicht. 
| Object | Oorspronkelijke functie?  | Bouwjaar                                                       | Architect                     | Locatie                | Coördinaten?                 | Nr.?   | Afbeelding |
| --- | ------------------------- | -------------------------------------------------------------- | ----------------------------- | ---------------------- | ---------------------------- | ------ | --- |
| Boerderij met dwarsbouw tegen het voorhuis en grote schuur tegen de stal                                                                   | Boerderij                 | 1776                                                           |                               | Boarnsterdyk 76        | 53° 2' 59" NB, 5° 51' 29" OL | 35923  | Boerderij met dwarsbouw tegen het voorhuis en grote schuur tegen de stal                                                               |
| Grote stelphoeve met zes smalle woonhuisvensters ter weerszijden van de ingang, twee melkkeldervensters met siernissen en met stookhut     | Boerderij                 | 1850-1900                                                      |                               | Boarnsterdyk 78        | 53° 2' 58" NB, 5° 51' 37" OL | 35924  | Grote stelphoeve met zes smalle woonhuisvensters ter weerszijden van de ingang, twee melkkeldervensters met siernissen en met stookhut |
| Doopsgezinde Kerk | Kerk en kerkonderdeel     | 1835                                                           | J. Romein i.s.m. Th.A. Romein | Buorren 1              | 53° 2' 58" NB, 5° 50' 6" OL  | 35925  | Meer afbeeldingen |
| Doopsgezinde pastorie | Kerk en kerkonderdeel     | ca. 1890                                                       |                               | Dringelstrjitte 3      | 53° 2' 57" NB, 5° 50' 3" OL  | 35926  | Doopsgezinde pastorie |
| Welgelegen, theekoepel | Horeca                    | 18e eeuw                                                       |                               | bij Heechein 5-23      | 53° 2' 59" NB, 5° 49' 56" OL | 35927  | Meer afbeeldingen |
| Pand met omlijste ingang, verdieping met zesruitsvensters en forse kroonlijst onder schilddak                                              | Werk-woonhuis             | ca. 1900 (gevel)                                               |                               | Heechein 4             | 53° 2' 58" NB, 5° 50' 4" OL  | 35928  | Pand met omlijste ingang, verdieping met zesruitsvensters en forse kroonlijst onder schilddak                                          |
| Woonhuis van voorm. boerderij op vierkante plattegrond onder omlopend schilddak                                                            | Boerderij                 | ca. 1875                                                       |                               | Heechein 25            | 53° 3' 2" NB, 5° 49' 55" OL  | 35929  | Meer afbeeldingen |
| Landelijk pand met bekroonde ingang en vensters onder dwars schilddak met dakkapel en hoekschoorstenen (vormt een geheel met nr. 64b)      | Woonhuis                  | ca. 1890                                                       |                               | Heechein 64a           | 53° 3' 2" NB, 5° 49' 57" OL  | 35930  | Meer afbeeldingen |
| Landelijk pand met bekroonde ingang en vensters onder dwars schilddak met dakkapel en hoekschoorstenen (vormt een geheel met nr. 64a)      | Woonhuis                  | ca. 1890                                                       |                               | Heechein 64b           | 53° 3' 2" NB, 5° 49' 57" OL  | 35931  | Landelijk pand met bekroonde ingang en vensters onder dwars schilddak met dakkapel en hoekschoorstenen (vormt een geheel met nr. 64a)  |
| Kop-hals-rompboerderij met kort voorhuis onder zadeldak tussen topgevels waarboven schoorstenen met bord                                   | Boerderij                 |                                                                |                               | Leppedyk 56            | 53° 4' 26" NB, 5° 49' 4" OL  | 35932  | Upload foto |
| Kop-romp-boerderij met onderkelderd voorhuis onder zadeldak tussen topgevels met topschoorstenen waarvan de voorste met bord               | Boerderij                 | 1850-1900                                                      |                               | Leppedyk 52            | 53° 3' 43" NB, 5° 49' 39" OL | 35933  | Upload foto |
| Terptsjerke. Hervormde Kerk en toren | Kerk en kerkonderdeel     | 1759 (kerk) 1882 (toren)                                       |                               | Om 'e Toer 4           | 53° 2' 58" NB, 5° 50' 0" OL  | 35935  | Meer afbeeldingen |
| Mellemolen | Industrie- en poldermolen | mog. 1849 1976 (herb.) 2003-'04 (plaatsing op huidige locatie) |                               | Nije Skou 2            | 53° 2' 36" NB, 5° 50' 14" OL | 35937  | Meer afbeeldingen |
| Houten klapbrug | Brug                      |                                                                |                               | bij Krompaed 1         | 53° 3' 0" NB, 5° 49' 53" OL  | 35938  | Houten klapbrug |
| Oud-Fries langhuis onder doorgaand zadeldak met puntvormige voorgevel met zesruitsvensters beneden en twee smalle lichtopeningen in de top | Boerderij                 | 1764                                                           |                               | Soarremoarre 1         | 53° 4' 28" NB, 5° 42' 10" OL | 35962  | Upload foto |
| Welgelegen | Woonhuis                  | 1928-'29                                                       | S. Hoekstra                   | Heechein 5-23          | 53° 3' 0" NB, 5° 49' 56" OL  | 514861 | Meer afbeeldingen |
| Welgelegen, tuin en tuinmuur | Tuin, park en plantsoen   | 1929 1978-'79 (gewijzigd)                                      | J.W. Verdenius en S. Hoekstra | bij Heechein 5-23      | 53° 3' 1" NB, 5° 49' 56" OL  | 514862 | Meer afbeeldingen |
| Coopersburg | Sociale zorg, liefdadigh. | 1900-'01 1980 (renov.)                                         | F. Hoekstra                   | Ljouwerterdyk 6-48     | 53° 3' 5" NB, 5° 49' 52" OL  | 514871 | Meer afbeeldingen |
| Coopersburg, tuin | Tuin, park en plantsoen   | 1900                                                           | G.W. Westra                   | bij Ljouwerterdyk 6-48 | 53° 3' 5" NB, 5° 49' 47" OL  | 514872 | Meer afbeeldingen |
| Coopersburg, mausoleum voor Frank Cooper                                                                                                   | Begraafplaats en -onderdl | 1906                                                           | J.H. Schröder                 | bij Ljouwerterdyk 6-48 | 53° 3' 5" NB, 5° 49' 47" OL  | 514873 | Meer afbeeldingen |
| Pakhuis "Van Woerden's Kaasexport en Groothandel"                                                                                          | Opslag                    | ca. 1929 1940 (verb.)                                          |                               | Galemaleane 6          | 53° 2' 57" NB, 5° 50' 27" OL | 514880 | Upload foto |
| Zonnewijzer met voetstuk | Tuin, park en plantsoen   | 18e eeuw                                                       |                               | bij Heechein 5-23      | 53° 2' 59" NB, 5° 49' 57" OL | 529458 | Meer afbeeldingen |
| Tuinmuur met balustrade | Tuin, park en plantsoen   | 1929                                                           | SF. Hoekstra                  | bij Heechein 5-23      | 53° 3' 1" NB, 5° 49' 58" OL  | 529459 | Upload foto |
| Betonmuur | Erfscheiding              | ca. 1900                                                       |                               | bij Heechein 5-23      | 53° 2' 59" NB, 5° 49' 59" OL | 529460 | Upload foto |